# Florida (métro de Barcelone)
Florida est une station de la ligne 1 du métro de Barcelone. Elle est située sur le territoire de la ville de L'Hospitalet de Llobregat, dans l'Aire métropolitaine de Barcelone en Catalogne.
Elle est mise en service en 1987.

## Situation sur le réseau

Plan du métro de Barcelone (2019).

Établie en souterrain, la station Florida est située sur la ligne 1 du métro de Barcelone, entre la station Can Serra en direction de la station terminus Hospital de Bellvitge, et la station Torrassa, en direction de la station terminus Fondo,.

## Histoire
La station Florida est mise en service le 24 avril 1987 sur la ligne L1 du métro de Barcelone. Elle doit son nom au quartier, qui lui même a été nommé en rappel d'un ancien manoir.